# Människojägaren
Människojägaren (originaltitel: The Hunter) är en amerikansk actionthrillerfilm från 1980 i regi av Buzz Kulik. Filmen var skådespelaren Steve McQueens sista film.

## Handling
Ralph "Papa" Thorson (Steve McQueen) är en prisjägare som jagar ett antal misstänkta som rymt i väntan på rättegång. Men jägaren blir den jagade då han blir målet för en hämndlysten psykopat.

## Rollista
- Steve McQueen – Ralph "Papa" Thorson
- Eli Wallach – Ritchie Blumenthal
- Kathryn Harrold – Dotty
- LeVar Burton – Tommy Price
- Ben Johnson – Sheriff Strong
- Richard Venture – Police Captain Spota
- Tracey Walter – Rocco Mason
- Thomas Rosales Jr. – Bernardo
- Theodore Wilson – Winston Blue